# Tux
Tux es el nombre de la mascota oficial de Linux. Creado por Larry Ewing en 1996, es un pequeño pingüino de aspecto risueño y cómico basado en una imagen que Linus Torvalds encontró en un servidor FTP. 

## Origen
Existen dos versiones sobre el origen de su nombre. La primera sugiere que el nombre surge del hecho de que los pingüinos parecen vestir un esmoquin (que en inglés es tuxedo, abreviado tux). La segunda es que las letras que componen Tux provienen de las palabras Torvalds' Unix.
Tux fue diseñado durante un concurso para elegir un isotipo para Linux. Las herramientas utilizadas para su creación fueron, por supuesto, un computador con el sistema operativo con kernel Linux y el software libre de manipulación de imágenes GIMP. Algunas de las imágenes enviadas se encuentran aún disponibles en el sitio del concurso.
Todas las distribuciones de Linux o software libre tienen una versión de Tux para mostrarlo tales como Ubuntu, Fedora, Debian, Suse, entre otros.

## Uso
El logotipo se puede usar y modificar sin restricciones, siempre que se reconozca la autoría de Larry Ewing, tal y como se indica en su página.
Tux se ha vuelto un icono para las comunidades de Linux y de software libre; un grupo de linuxeros británico incluso ha adoptado un pingüino en el zoológico de Bristol. Es mucho más famoso que su gran amigo, GNU, un ñu pacífico y algo tímido que representa el proyecto GNU o GNU/Linux.

## Versiones
Según el contexto puede cambiar de apariencia; por ejemplo, representando al algoritmo de seguridad PaX, tiene un yelmo, un hacha, un escudo, y los ojos rojos. Tux es el protagonista de varios juegos para Linux. También aparece como personaje en la tira cómica User Friendly.
En algunas distribuciones de Linux, Tux saluda al usuario durante el inicio; los sistemas con múltiples procesadores muestran otros tantos Tuxes como núcleos disponga el sistema. Algunos[¿quién?] consideran a Beastie, la mascota de BSD, como el peor enemigo de Tux.
Amor, (amusing misuse of system resources, algo así como "divertido desperdicio de recursos del sistema") es un alegre Tux que camina por las ventanas del escritorio y algunas veces las taladra o se va volando con una hélice, además de dar consejos y ayuda sobre el sistema operativo y los programas.

## Curiosidades
La comunidad de usuarios de Linux de Tyumen (Rusia), ha levantado un monumento a Tux.